# Technische Gesellschaft Zürich
Die Technische Gesellschaft Zürich (kurz: TGZ) beschäftigt sich mit der Förderung des technischen Fortschritts.

## Geschichte
Die Gesellschaft Zürich wurde zu Beginn der Industrialisierung der Schweiz von einer Gruppe von „Freunden der Technik“ gegründet. Man wollte ein unabhängiges Forum der Technik schaffen, sich über die aktuellen rasanten Entwicklungen im Bereich der Technik informieren und von den Erfahrungen der Kollegen profitieren. Ziel war, den Rückstand auf technischen Gebieten gegenüber dem Ausland (beispielsweise England) schnellstmöglich aufzuholen. Insbesondere wollte man dies durch die Verbesserung der Ausbildungsmöglichkeiten erreichen. So verwundert es nicht, dass das Hauptanliegen zunächst in der Schaffung von Ausbildungsstätten für die Berufsausbildung in mathematischen und naturwissenschaftlichen Fächern und in der Förderung der Allgemeinbildung bestand. Dazu wurde ein Jahr nach der Gründung der TGZ (1826) das „Technische Institut“ gegründet, das später in der kantonalen „Industrieschule“ aufging. Sie sollte „denjenigen Jünglingen, welche nach Absolvierung der Classen der Kunstschule oder entsprechenden Classen der Gelehrtenschule vor Eintritt in das Berufsleben noch eine höhere Ausbildung wünschten, Gelegenheit geben, dieselbe zu erhalten“. Der seit 1847 amtierende Rektor dieser Industrieschule, Prof. Joseph Wolfgang von Deschwanden (1819–1866) war Mitglied der TGZ und gilt als der eigentliche Organisator des Polytechnikums (gegründet 1855, seit 1912  ETH).

## Ziele

### Historisch
Zur Zeit der Gründung der TGZ informierten die gebildeten Leute sich gegenseitig mehr oder weniger durch Korrespondenz über Entdeckungen und Entwicklungen, die dann im Kreise von Fachkollegen publikgemacht und diskutiert wurden. In der TGZ wurde diese mündliche Form der Weitergabe institutionalisiert. In der Anfangszeit war das Halten von Vorträgen geradezu eine Bedingung für eine Vollmitgliedschaft. Später sammelte man die Vorträge und publizierte sie. Referenten waren unter anderem Persönlichkeiten wie Arnold Escher von der Linth, Stadtingenieur Arnold Bürkli und später auch Culmann. Die Vortragsthemen spiegeln die technischen Interessen der jeweiligen Epoche wider. Waren es anfänglich Themenkreise aus der Textilindustrie und Reiseberichte mit technischen Beschreibungen, so sind es heute Themen der Telekommunikation, Datenverarbeitung, modernen Fertigungstechniken industrieller Produktionen und der Umweltwissenschaft.
War die Gesellschaft am Anfang ein geschlossener Verein, der der eigenen Information seiner Mitglieder diente, so öffnete er sich durch die Publikationen und Mitteilungen nach außen. Dabei änderte sich auch die Zielsetzung: durch weder ideologisch noch politisch gefärbte Informationen über Nutzen und Gefahren technischer Entwicklungen bemühte man sich, Ängste und Vorurteile der Öffentlichkeit zu Gunsten einer sachlichen Diskussion abzubauen.

### Aktuell
Auch heute noch sind die Gesellschaft und die ETH Zürich eng miteinander verbunden (siehe oben). So finden seit neuestem die Vortragsveranstaltungen der Gesellschaft wieder an der ETH statt, und das Archiv wird von der ETH-Bibliothek verwaltet. Die Zielsetzung hat sich nicht entscheidend geändert, wohl aber die Themen und die Komplexität. Jedes Semester werden etwa 8 Vortragsveranstaltungen aus den verschiedensten Bereichen der Technik angeboten, die heutzutage von ausgewiesenen Spezialisten gehalten werden, wobei aber darauf geachtet wird, dass die Ausführungen auch für Nichtspezialisten verständlich sind. Natürlich profitiert die Gesellschaft von der Nähe zur ETH durch eine Vielzahl von Mitgliedern aus der Professorenschaft. Mitglieder kommen aber auch aus der Industrie und dem Dienstleistungssektor; Ärzte, Juristen und Privatleute haben ebenfalls den Weg zur TGZ gefunden.
Auch nach außen gibt es dank dem Internet eine gute Möglichkeit, an die Öffentlichkeit zu treten. So publiziert die TGZ ihre Vortragsveranstaltungen auf ihrer Homepage, wo man zu jedem Anlass eine kurze Information erhalten kann. Selbstverständlich sieht man bei den Vorträgen auch gerne Gäste. Da es immer wieder – wie schon früher – aktuelle technische Probleme gibt, zu denen sich die TGZ dank dem angesammelten Expertenwissen ihrer Mitglieder kompetent äußern kann, werden in jüngster Zeit verschiedene Thesen auf die Website der TGZ gestellt. Dieses Technikforum ist für Interessierte geöffnet, die sich über das jeweilige Thema kompetent informieren wollen und gegebenenfalls dazu weitergehende Fragen stellen oder Kommentare abgeben möchten.